# Saint-Étienne-la-Geneste
 Saint-Étienne-la-Geneste  (en occitano Sent Esteve la Genesta) es una comuna y población de Francia, en la región de Lemosín, departamento de Corrèze, en el distrito de Ussel y cantón de Neuvic.
Su población en el censo de 2008 era de 80 habitantes.
Está integrada en la Communauté de communes des Gorges de la haute Dordogne .

## Demografía
| 71 | 85 | 58 | 55 | 62 | 61 | 80 |
| Para los censos de 1962 a 1999 la población legal corresponde a la población sin duplicidades (Fuente: INSEE [Consultar]) |    |    |    |    |    |    |